# Orthosia paromoea
Orthosia paromoea là một loài bướm đêm trong họ Noctuidae.